# تپه نارنج (نارین تپه)
تپه نارنج (نارین تپه) مربوط به دوران‌های تاریخی پس از اسلام است و در شهرستان اردبیل، بخش مرکزی، روستای سامیان واقع شده و این اثر در تاریخ ۶ آذر ۱۳۶۲ با شمارهٔ ثبت ۱۶۵۸ به‌عنوان یکی از آثار ملی ایران به ثبت رسیده است.